# Austrolimnophila atripes
Austrolimnophila atripes là một loài ruồi trong họ Limoniidae. Chúng phân bố ở miền Australasia.